# منچستر کامپیوترز

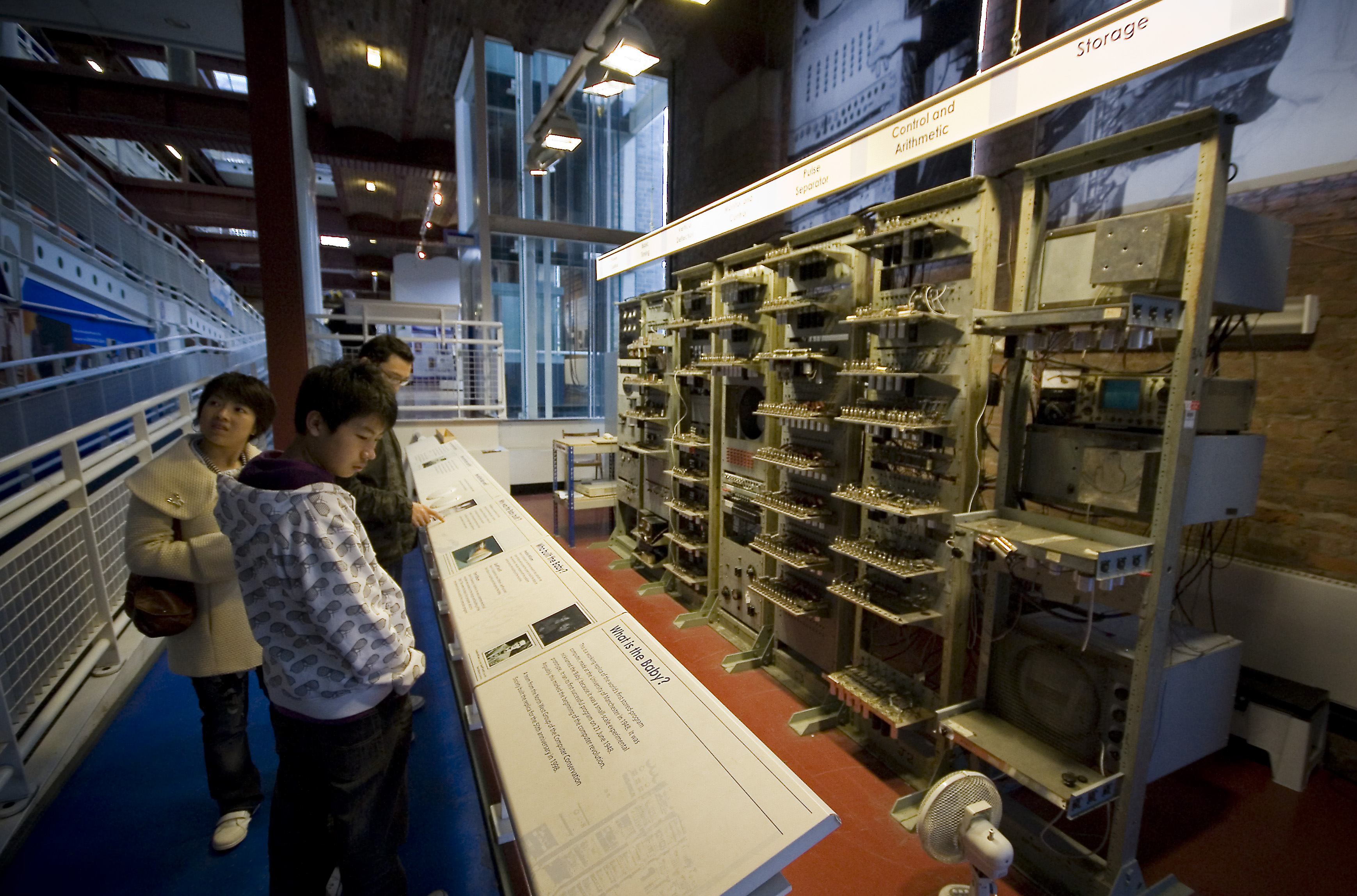
ماکت منچستر بیبی در موزه علم و صنعت در منچستر

منچستر کامپیوترز مجموعه‌ای نوآورانه از رایانه‌های الکترونیکی با برنامه انباشته بود که طی دوره ۳۰ ساله بین سال‌های ۱۹۴۷ تا ۱۹۷۷ توسط تیم کوچکی در دانشگاه منچستر به سرپرستی تام کیلبرن توسعه یافت. این مجموعه شامل نخستین رایانه با برنامه انباشته جهان، نخستین رایانه ترانزیستوری جهان و سریع‌ترین رایانه جهان در زمان افتتاح آن در ۱۹۶۲ بود.
این پروژه با دو هدف آغاز شد: اثبات کاربردی بودن لامپ ویلیامز، شکل اولیه حافظه رایانه‌ای مبتنی بر لامپ‌های پرتو کاتدی استاندارد؛ و ساخت دستگاهی که بتوان از آن برای بررسی چگونگی کمک رایانه‌ها در حل مسائل ریاضی استفاده کرد. نخستین سری از این مجموعه با نام «منچستر بیبی» در ۲۱ ژوئن ۱۹۴۸، اولین برنامه خود را اجرا کرد. نخستین رایانه با برنامه انباشته جهان، بیبی، و منچستر مارک ۱ از آن توسعه یافتند و به‌سرعت توجه دولت بریتانیا به آن جلب شد، همین‌طور دولت با شرکت مهندسی برق فرانتی قراردادی را برای تولید نسخه تجاری آن منعقد کرد. ماشین حاصل، فرانتی مارک ۱، نخستین رایانه همه منظوره تجاری دسترس‌پذیر در جهان بود.
همکاری با فرانتی در نهایت منجر به مشارکت صنعتی با شرکت رایانه‌ای آی‌سی‌ال شد و در دهه ۱۹۷۰ از بسیاری از ایده‌های توسعه‌یافته در دانشگاه، به‌ویژه در طراحی سری ۲۹۰۰ رایانه‌های خود از آن استفاده کرد.

## منچستر بیبی
منچستر بیبی به‌عنوان یک بستر آزمون برای لامپ ویلیامز، شکل اولیه حافظه رایانه طراحی شد تا به‌عنوان یک رایانه کاربردی. کار بر روی ماشین در ۱۹۴۷ آغاز شد و در ۲۱ ژوئن ۱۹۴۸، رایانه نخستین برنامه خود را با موفقیت اجرا کرد که شامل ۱۷ دستورالعمل بود که با آزمایش همه اعداد صحیح از ۱ − ۲۱۸  به‌سمت پایین، بزرگ‌ترین مقسوم‌علیه ۲۱۸ (۲۶۲،۱۴۴) را پیدا می‌کرد. این برنامه به مدت ۵۲ دقیقه در حال اجرا بود و سپس پاسخ صحیح ۱۳۱،۰۷۲ را ارائه کرد.
این بیبی ۱۷ فوت (۵.۲ متر) طول، ۷ فوت و ۴ اینچ (۲.۲۴ متر) ارتفاع و تقریباً ۱ تن بزرگ وزن داشت. این دستگاه دارای ۵۵۰ لامپ ترمونیک—۳۰۰ دیود و ۲۵۰ پنتود—و توان مصرفی ۳.۵ کیلووات بود. عملکرد موفقیت‌آمیز آن در نامه‌ای به مجله نیچر گزارش شد و در سپتامبر ۱۹۴۸ منتشر گشت و آن را به‌عنوان اولین رایانه با برنامه ذخیره‌شده جهان معرفی کرد. منچستر بیبی به سرعت به یک ماشین کاربردی‌تر به نام منچستر مارک ۱ تبدیل شد.

## منچستر مارک ۱
توسعه منچستر مارک ۱ در اوت ۱۹۴۸ با هدف اولیه ارائه امکانات محاسباتی واقع‌گرایانه‌تر به دانشگاه آغاز شد. در اکتبر ۱۹۴۸، دانشمند ارشد دولت بریتانیا بن لاکسپایزر، نمونه اولیه را به نمایش گذاشت و آنقدر تحت تأثیر قرار گرفت که بلافاصله قراردادی دولتی با شرکت محلی فرانتی برای ساخت نسخه تجاری ماشین به نام فرانتی مارک ۱ منعقد کرد.
دو نسخه از منچستر مارک ۱ تولید شد که نسخه اول و نسخه واسطه، در آوریل ۱۹۴۹ عملیاتی گشت. ماشین مشخصات نهایی تا اکتبر ۱۹۴۹ به‌طور کامل کار می‌کرد و حاوی ۴،۰۵۰ لامپ بود و توان مصرفی ۲۵ کیلووات داشت. شاید مهم‌ترین نوآوری منچستر مارک ۱، پیوستگی ثبات شاخص آن بود که در رایانه‌های مدرن رایج است.
در ژوئن ۲۰۲۰ یک مایلستون IEEE به رایانه بیبی دانشگاه منچستر و مشتقات آن اختصاص داده‌شد.

### واژه‌نامه
1. ↑  Manchester computers
2. ↑  Stored-program computer
3. ↑  Transistorised computer
4. ↑  Cathode-ray tube (CTRs)
5. ↑  International Computers Limited (ICL)
6. ↑  ICL 2900 Series
7. ↑  Manchester Mark 1
8. ↑  Ferranti Mark 1
9. ↑  Index register

### ارجاع‌ها
1. ↑  Lavington, A History of Manchester Computers, 49.
2. ↑  Enticknap, “Computing's Golden Jubilee”, Resurrection.
3. ↑  Grimsdale, "50th Birthday of Transistor Computer".
4. ↑  A Timeline of Manchester Computing.
5. ↑  A Timeline of Manchester Computing.
6. ↑  Lavington, A History of Manchester Computers, 7.
7. ↑  Enticknap, “Computing's Golden Jubilee”, Resurrection.
8. ↑  Lavington, A History of Manchester Computers, 21.
9. ↑  Lavington, Early British Computers.
10. ↑  Lavington, A History of Manchester Computers.
11. ↑  Napper, The First Computers: History and Architectures, 356–377.
12. ↑  Tootill, "The Original Original Program".
13. ↑  The World's First Stored-Program Computer.
14. ↑  Williams and  Kilburn, "Electronic Digital Computers".
15. ↑  Napper، The First Computers: History and Architectures، 365.
16. ↑  Lavington, A History of Manchester Computers, 17.
17. ↑  Lavington, A History of Manchester Computers, 21.
18. ↑  Lavington, A History of Manchester Computers, 17.
19. ↑  Napper, "The Manchester Mark 1".
20. ↑  Lavington, The Manchester Mark 1 and Atlas.
21. ↑  Lavington, A History of Manchester Computers, 18.
22. ↑  Manchester University "Baby" Computer and its Derivatives.